# Xenapamea
Xenapamea là một chi bướm đêm thuộc họ Noctuidae.

## Loài
- Xenapamea pacifica Sugi, 1970